# Djinni.co
Djinni.co — український сайт для анонімного пошуку роботи IT-спеціалістами. Створений 15 грудня 2012 року як частина DOU.ua, згодом сайт було перенесено на окремий домен. Наряду з LinkedIn є найпопулярнішим ресурсом пошуку роботи та найму серед українських IT-спеціалістів.

## Історія
Ідея створення Djinni виникла в Максима Іщенка під час кризи 2008—2009 років, коли на порталі DOU значно знизилися продажі. У відповідь на труднощі з пошуком кваліфікованих кандидатів для закриття вакансій він вирішив створити платформу, де роботодавці могли б самостійно знаходити спеціалістів. Спочатку сервіс пропонував лише базу кандидатів для рекрутерів, але згодом був розширений, ставши доступним як для кандидатів, так і для роботодавців.
Станом на березень 2024 року, на платформі зареєстровано тисячі роботодавців. При наймі, роботодавці сплачують сайту 20 % від місячної зарплати кандидата з України та 50 % — за іноземних кандидатів, при цьому оплата здійснюється лише після фактичного виходу кандидата на роботу.

## Анонімність
Djinni.co спеціалізується на IT-вакансіях, забезпечуючи анонімність для шукачів роботи. Розробники можуть шукати вакансії, не турбуючись про те, що їхній поточний роботодавець дізнається про це. Особисті дані кандидата розкриваються рекрутеру лише за згодою шукача.